# Viola granitica
Viola granitica är en violväxtart som beskrevs av Chatenier. Viola granitica ingår i släktet violer, och familjen violväxter. Inga underarter finns listade i Catalogue of Life.